# Йоахим Фридрих (Бриг)
Йоахим Фридрих фон Бриг (на немски: Joachim Friedrich von Brieg, Joachim Friedrich von Liegnitz-Brieg; на полски: Joachim Fryderyk legnicko-brzeski; на чешки: Jáchym Fridrich Břežsko-Lehnický; * 29 септември 1550, Бриг; † 25 март 1602, Бриг) от силезийските Пясти, е от 1586 до 1602 г. херцог на Бриг, Легница, и от 1595 до 1602 г. херцог на Волов. От 1586 до 1592 г. той е херцог заедно с брат си на Олава, който от 1595 г. принадлежи само на него. През 1596 г. той наследява и херцогство Легница.

## Живот
Той е първият син на херцог Георг II Черния (1523 – 1586) и съпругата му Барбара фон Бранденбург (1527 – 1595), дъщеря на курфюрст Йоахим II от Бранденбург (1505 – 1571), на когото е кръстен Йоахим. Второто си име Фридрих получава от дядо си по баща херцог Фридрих II от Легница.
Йоахим Фридрих расте в Берлин в двора на чичо му курфюрст Йохан Георг фон Бранденбург. През 1592 г. наследява от брат си Йохан Георг Херцогство Волов.
На 19 май 1577 г. в Бриг (днес Бжег) той се жени за принцеса Анна Мария фон Анхалт (* 13 юни 1561, Цербст; † 14 ноември 1605, Бриг), дъщеря на княз Йоахим Ернст фон Анхалт (1536 – 1586).
Йоахим Фридрих умира на 25 март 1602 г. в Бриг и е погребан на 7 май 1602 г. в църквата „Св. Хедвиг“ в Бриг. След смъртта му, според неговото завещание от 15 декември 1595 г., вдовицата Анна Мария поема опекунството и регентството за малолетните им деца.

## Деца
Йоахим Фридрих и Анна Мария фон Анхалт имат децата: 
- Георг Ернст (*/† 6. 1589)
- Йохан Христиан (1591 – 1639), херцог на Легница и Бриг

∞ 1610 принцеса Доротея Сибила фон Бранденбург (1590 – 1625)
∞ 1620 фрайин Анна фон Зицш (1611 – 1639)
- Барбара Агнес (1593 – 1631)

∞ 1620 Ханс Улрих фн Шафгоч, фрайхер фон Кинаст и Грайфенщайн (1595 – 1635)
- Георг Рудолф (1595 – 1653), херцог на Легница

∞ 1614 принцеса София Елизабет фон Анхалт-Десау (1589 – 1622)
∞ 1624 принцеса Елизабет Магдалена фон Мюнстерберг-Оелс (1599 – 1631)
- Анна Мария (1596 – 1602)
- Мария София (1601 – 1654)